# Conus isabelarum
Conus isabelarum is een in zee levende slakkensoort uit het geslacht Conus. De slak behoort tot de familie Conidae. Conus isabelarum werd in 2004 beschreven door Tenorio & Afonso. Net zoals alle soorten binnen het geslacht Conus zijn deze slakken roofzuchtig en giftig. Zij bezitten een harpoenachtige structuur waarmee ze hun prooi kunnen steken en verlammen.